# Scenellopora socialis
Scenellopora socialis är en mossdjursart som först beskrevs av Karl Eichwald 1860.  Scenellopora socialis ingår i släktet Scenellopora och familjen Anolotichiidae. Inga underarter finns listade i Catalogue of Life.